# 欧维莱
欧维莱（法語：Hautvillers，發音：[ovile]）是法国马恩省埃佩尔奈区的市镇，面积11.77平方千米，2022年1月1日人口为628人。

## 地理
欧维莱（49°5'3"N, 3°56'37"E）面积11.77平方千米，位于法国大東部大區马恩省，该省份为法国东北部内陆省份，北起阿登省，西北接埃纳省，西南接塞纳-马恩省，南至奥布省，东南接上马恩省，东临默兹省。
与欧维莱接壤的市镇（或旧市镇、城区）包括：尚皮永、科尔穆瓦约、屈米耶尔、达姆里、迪济、埃佩尔奈、马尔德伊、楠特伊拉福雷、罗姆里、圣伊莫热、马让塔。
欧维莱的时区为UTC+01:00、UTC+02:00（夏令时）。

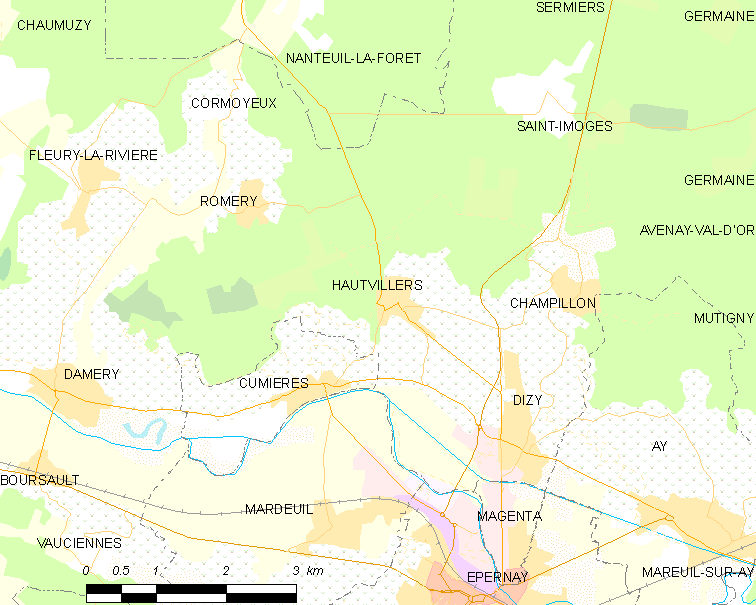
欧维莱的OSM定位图

## 行政
欧维莱的邮政编码为51160，INSEE市镇编码为51287。

## 政治
欧维莱所属的省级选区为埃佩尔奈第一县。

## 人口

1962-2008年间欧维莱人口变化图示

欧维莱于2022年1月1日时的人口数量为628人。

## 友好城市
- 德国 基德里希
- 英国 比尤利（英语：Beaulieu, Hampshire）
- 義大利 圣乔瓦尼达索
- 羅馬尼亞 巴塔鄉
- 法國 科什伦
- 法國 埃吉赛姆